# Zinat un-nisa
Zinat un-Nisa (* 5. Oktober 1643 in Aurangabad; † 7. Mai 1721 in Delhi) war eine mogulische Prinzessin und die Tochter des indischen Großmoguls Aurangzeb.
Später führte sie den  Namenszusatz „Begum“ oder den Titel „Padshah Begum“, der ihr vom Vater verliehen worden war.

## Familie
Zinat un-Nisa war die zweite Tochter des Herrschers Aurangzeb und seiner Hauptfrau Dilras Banu Begum. Die Erstgeborene, Zeb un-nisa, war fünf Jahre älter als sie. Weitere Geschwister waren ihre Schwester Zubdat-un-Nissa Begum (1651–1707), der Bruder Muhammad Azam Shah (*1653–1707) und der Bruder Muhammad Akbar (1657–1706).
Zu ihren Halbgeschwistern zählte der Erstgeborene ihres Vaters, ihr gleichalter Halbbruder Bahadur Shah I. (1643–1712) sowie ihr jüngster Halbbruder Kambaksh (1667–1709).

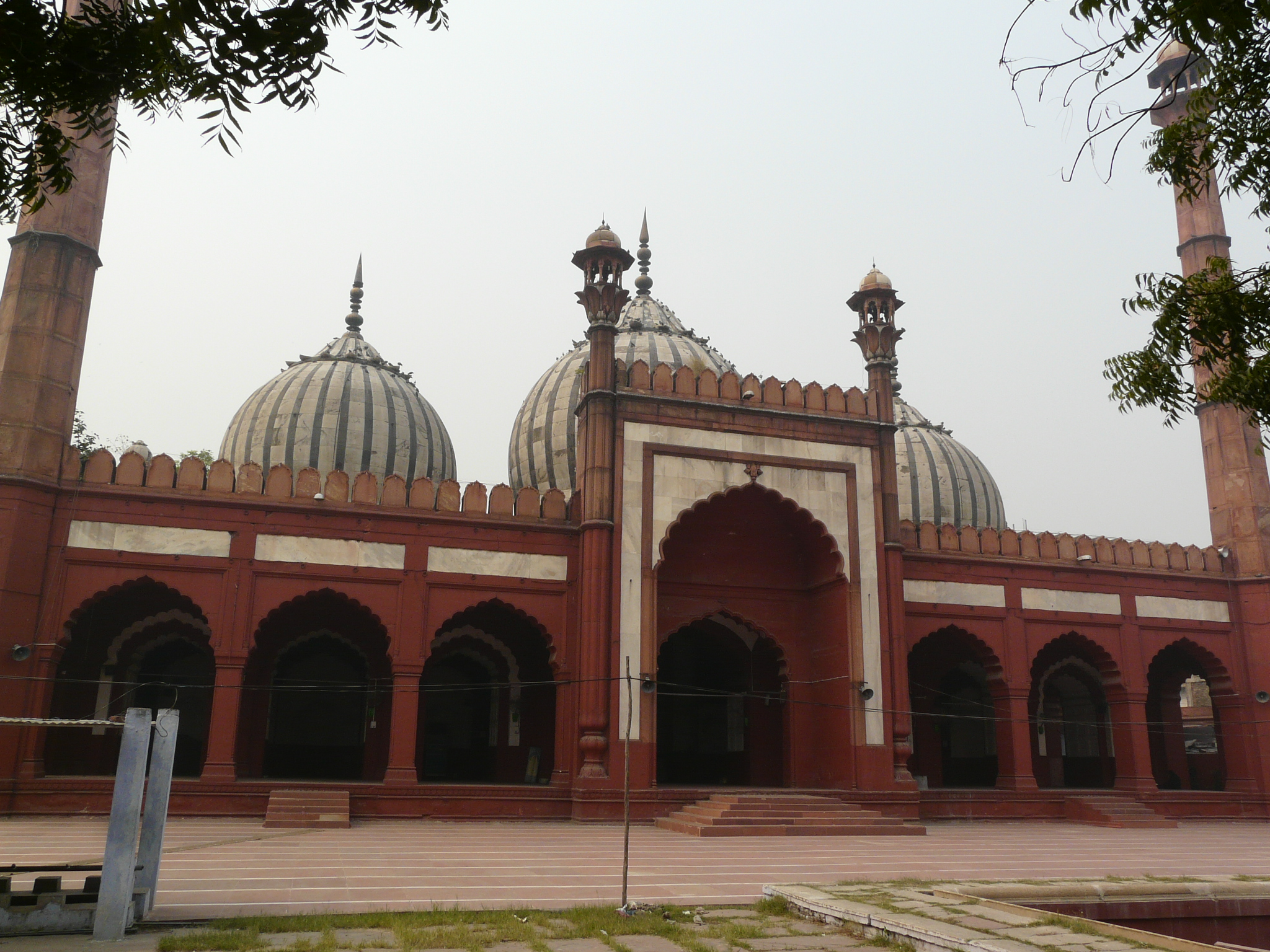
Die Moschee Zinat-ul-Masjid

Nach dem Tod ihres Vaters wurde zuerst ihr Bruder Muhammad Azam Shah Großmogul von Indien, nachdem er jedoch in einer Schlacht im selben Jahr getötet wurde, bestieg ihr Halbbruder
Bahadur Shah I. (1707) den Thron. Die Beziehung zu dessen Sohn und Nachfolger, ihrem Neffen Jahandar Shah, soll wegen dessen Vergnügungssucht schlecht gewesen sein.

## Leben und Wirken
Ebenso wie ihre Schwester Zeb un-nisa blieb Zinat un-Nisa ihr Leben lang unverheiratet und beschäftigte sich mit dem Studium des Koran und dem Errichten von Bauten.
In Delhi ließ sie die Moschee Zeenat-ul-Masajid (Schmuck der Moscheen) erbauen, die später zu einem Treffpunkt von Dichtern wurde. Auch schuf sie Wohnungen für Sufis und half hochrangigen Marathenfrauen in Gefangenschaft.
Zinat un-Nisa starb im Alter von 77 Jahren in Delhi, wo sie im Roten Fort beigesetzt wurde.